# Schwäbischer Literaturpreis
Der Schwäbische Literaturpreis ist ein seit 2005 jährlich vergebener Literaturpreis des bayerischen Bezirks Schwaben für Autoren, die im schwäbisch-alemannischen Kulturraum leben oder dort biografisch verwurzelt sind.
Aus den von den Bewerbern zum ausgeschriebenen Jahresthema an den Bereich „Bezirksheimatpflege“ des Bezirks Schwaben eingesandten Texten wählt die Jury die Preisträger aus. Neben drei Geldpreisen wird auch ein Sonderpreis für Autoren bis 25 Jahre vergeben, der mit einer Einladung zum Literaturkurs beim Schwäbischen Kunstsommer in der Schwabenakademie Irsee, die auch zusammen mit der VS-Regionalgruppe Schwaben jährlich auf Kloster Irsee den „Irseer Pegasus“ verleiht, verbunden ist. Nach dem Wettbewerb erscheinen die besten Texte in einer Anthologie beim Wißner-Verlag.

## Veranstaltungen und Preisträger
| Jahr | Jahresthema                   | 1. Preis                   | 2. Preis                   | 3. Preis                  | Sonderpreis            |
| ---- | ----------------------------- | -------------------------- | -------------------------- | ------------------------- | ---------------------- |
| 2005 | „Krieg und Frieden“           | Hartmut Löffel             | Almut Baumgarten           | Peter Dempf               | Rebecca Anna Fritzsche |
| 2006 | „Harmonie und Disharmonie“    | Inka Kleinke-Bialy         | Albrecht Verron            | Alice Müller              | Max Häusler            |
| 2007 | „LandLeben“                   | Anke Laufer                | Jörg Adam                  | Nicole Schilling          | Thilo Bienia           |
| 2008 | „Leben in der Stadt“          | Robert Blunder             | Jörg Adam                  | Jochen Kittner            | Mona Chaib             |
| 2009 | „Unterwegs“                   | Peter Suska-Zerbes         | Martin von Arndt           | Anke Laufer               | Ute Michaela Hanel     |
| 2010 | „In den Bergen“               | Richard Mayr               | Hannes Ulbrich             | Christine Thiemt          | Silvia Overath         |
| 2011 | „Fluss“                       | Uta Fuchs-Prestele         | Gerhard Dick               | Cornelia Koepsell         | Nadja Spiegel          |
| 2012 | „Zugewandert“                 | Tomo Mirko Pavlovic        | Bodo Rudolf                | Silvia Berger             | Ágnes Czingulszki      |
| 2013 | „Farben“                      | Ágnes Czingulszki          | Erika Augustin             | Florian Wacker            | Larissa Hieber         |
| 2014 | „Essen“                       | Simone Hirth               | Claudia Haug               | Albrecht Gralle           | Larissa Hieber         |
| 2015 | „In der Nacht“                | Michael Lichtwarck-Aschoff | Florian Wacker             | Matthias Kehle            | Linda Achberger        |
| 2016 | „Kindheit“                    | Julia Kersebaum            | Michael Lichtwarck-Aschoff | Philipp Brotz             | Lars-André Amann       |
| 2017 | „Spielen“                     | Eleonora Hummel            | Michaela Hanel             | Jos Schneider             | Marie Saverino         |
| 2018 | „Schönheit“                   | Joyce Shintani             | David Jokschat             | Jörg Lenuweit             | Leah Braekau           |
| 2019 | „Metamorphosen“               | Ruth Johanna Benrath       | Joachim Off                | Erik Wunderlich           | Maya Baumann           |
| 2020 | „Heimat“                      | Christina Walker           | Anna Teufel                | Christine Zureich         | Helen Duppé            |
| 2021 | keine Verleihung              | keine Verleihung           | keine Verleihung           | keine Verleihung          | keine Verleihung       |
| 2022 | „Lost Places. Verlorene Orte“ | Heinz Peter Geißler        | Philipp Cyprian            | Michael Lichtwark-Aschoff | Elisabetta Michel      |
| 2023 | „Gestern Morgen“              | Claudia Endrich            | Sabine Bockmühl            | Achim Stegmüller          | Kathrin Thenhausen     |
| 2024 | „Auf Augenhöhe“               | Achim Jäger                | Michael Lichtwarck-Aschoff | Katharina Prestel         | Andreas Schmid         |